# Axel Oehrn
Axel Johann Adalbert Oehrn (ur. 31 marca?/12 kwietnia 1862 w Wendau, zm. 12 lutego?/25 lutego 1907 w Batumi) – niemiecki lekarz.

## Życiorys
Syn pastora Wendau Gustava Oscara Oehrna (1820–1877) i Idy z domu Schrödel (1826–1904). Jego bratem był pastor Gustav Axel Conrad Oehrn (1855–1922). Ożenił się z Auguste Raphoph.
Od 1874 do 1879 uczęszczał do gimnazjum w Dorpacie. Następnie studiował medycynę na Uniwersytecie w Dorpacie od 1879 do 1888. W 1889 otrzymał tytuł doktora medycyny po przedstawieniu dysertacji Experimentelle Studien zur Individualpsychologie, przygotowanej pod kierunkiem Emila Kraepelina. W tej dysertacji po raz pierwszy podjęto próbę przedstawienia fizjologicznej krzywej pracy dla różnych zadań umysłowych; Oehrn określał średni czas, po którym zmęczenie zaburzało efekt wykonanych zadań. Wynosił on 24 minuty dla nauki bezsensownych ciągów sylab i do 60 minut dla zapamiętywania ciągów liczb.
Do 1894 był lekarzem w rodzinnym Wendau (dziś Võnnu). Potem praktykował jako lekarz fabryczny w fabryce Siemensa w Kedabek na Kaukazie. Od 1903 praktykował w Batumi, zmarł w 1907 na malarię.

## Prace
- Experimentelle Studien zur Individualpsychologie. Dorpat, 1889
- Zur Trachomstatistik in Livland. St. Petersburger medicinische Wochenschrift 44, 1892
- Lendleheke kolera vastu. Saarlane 20 (20 V 1893)
- Lendleheke kolera vastu. Eesti Postimees 13 (15 V 1893)
- Lendleheke kolera vastu. Postimees 97 (05 IV 1893)
- Lendleheke kolera vastu. Tartu: A. Grenzstein, 1893
- Die Verbreitung der ägyptischen Augenkrankheit in den Dorfschulen Livlands. Aus einem Vortrage, gehalten auf dem IV. livlaendischen Aerztetage (Referat). Zeitschrift für Schulgesundheitspflege 7, 1894